# Franz Güde
Die Franz Güde GmbH (Eigenschreibung GÜDE) ist ein Hersteller von Schneidwaren mit Sitz in Solingen. Die Ursprünge des heutigen Unternehmens gehen auf den Anfang des 20. Jahrhunderts und auf den Schleifermeister Karl Güde zurück. Güde stellt heute in der vierten Generation geschmiedete und gestanzte Koch- und Haushaltsmesser her.

## Geschichte
Der Schleifermeister Karl Güde machte sich 1910 als Zulieferer größerer Solinger Betriebe selbständig. Im Jahr 1913/14 erwarb er an der Kanalstraße einen Schleifkotten. Sein Sohn Franz Güde (1898–1968) führte die „Drei Palmen“ als geschütztes Markenzeichen ein. 1934 wurde seine Frau Melly Inhaberin des Unternehmens. 1935/36 zog Güde in eine größere Produktionsstätte an der Katternberger Straße; es wurden nun auch komplette Messer gefertigt. Während des Zweiten Weltkriegs produzierte die Firma Stollen für Hufeisen.
Nach dem Krieg trat der Franz Dietrich Güde (* 1928) in das elterliche Unternehmen ein, das er ab 1956 als geschäftsführender Gesellschafter führte. 1975 wurde Güde in eine Offene Handelsgesellschaft umgewandelt. Karl Peter Born (* 1955), Enkel von Franz Güde, trat 1983 in das Unternehmen ein. Im folgenden Jahr wurde die OHG in eine GmbH umgewandelt. Born wurde Gesellschafter zusammen mit Franz D. Güde Geschäftsführer. Im Jahr 2006 schied Güde aus und Born wurde alleiniger Gesellschafter. Ein wichtiger Zulieferer für die geschmiedeten Rohklingen wurde ein Solinger Spezialbetrieb, die Julius Kirschner & Sohn GmbH & Co. KG.

## Erfindungen
Franz Güde erfand 1931 den Wellenschliff für Brotmesser. Bei dem Wellenschliff ist die Klinge durchgeschliffen, sodass Zähne (sog. spitze Zähne) entstehen, vgl. das Gebrauchsmuster rechts.

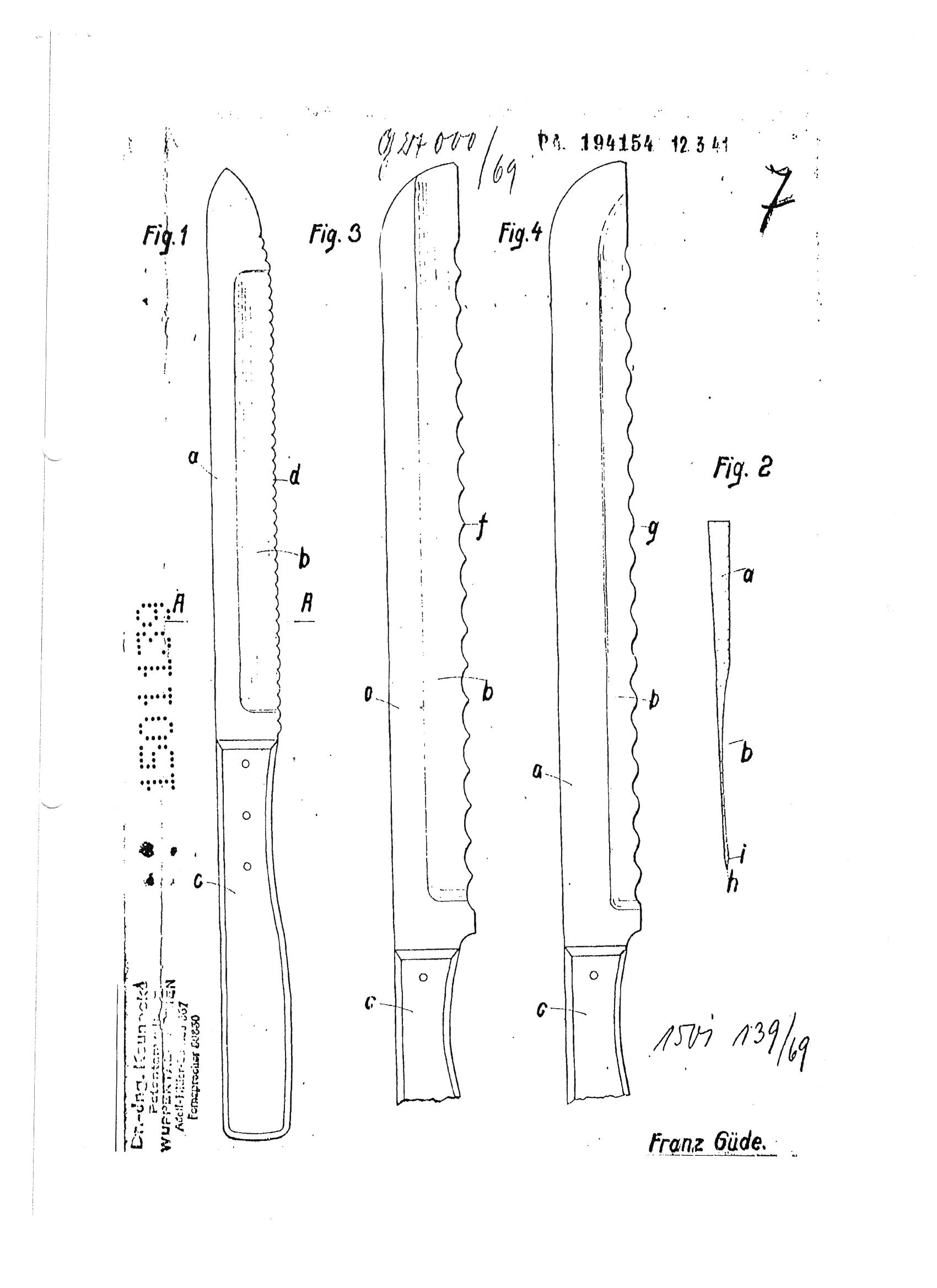
Der GÜDE Wellenschliff – originaler Nachweis

## Sortiment
Güde stellt in erster Linie Messer her und vertreibt ergänzendes Zubehör wie Messerblöcke, Messerliteratur und Messerscheiden. Das Sortiment wird in Europa, Asien, Südafrika und Neuseeland vertrieben.
Neben geschmiedeten Messern (Serien: Karl Güde, Franz Güde, Alpha, Delta, Kappa) vertreibt Güde auch gestanzte Messer (Küchen- und Gemüsemesser, Berufsmesser für Schlacht- und Handwerksbetriebe; Güde-Universalmesser, Serien: Beta, Gamma, Sigma, Omikron).

## Auszeichnungen
Sowohl Güde-Messerserien als auch einzelne Messer wurden mit dem Red Dot Design Award und dem interior innovation award ausgezeichnet.

## Trivia
1989 stellte Güde zwei Exemplare eines 3,12 Meter langen Messers her, das als längstes Messer der Welt im Guinness-Buch der Rekorde eingetragen wurde. Die Messer sind heute im Deutschen Klingenmuseum und im LVR-Industriemuseum ausgestellt.

## Literatur

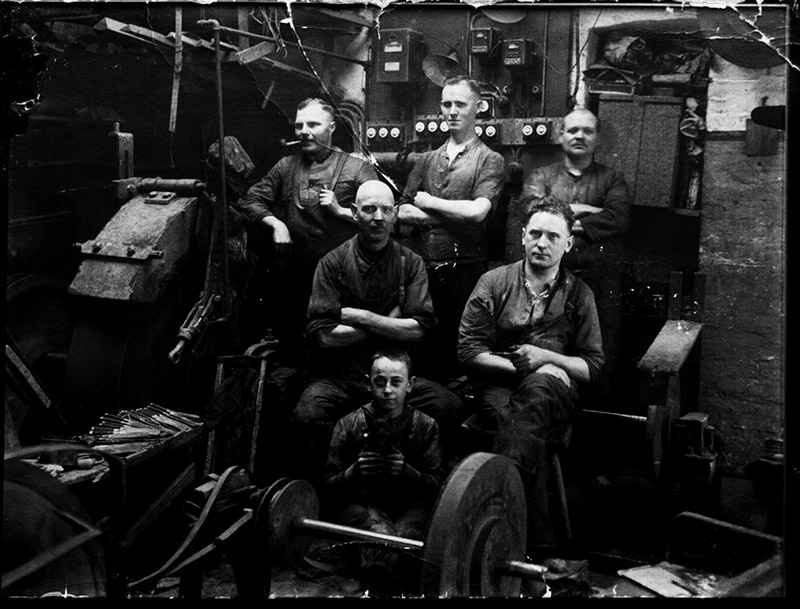
Güde um 1915

## Einzelnachweise

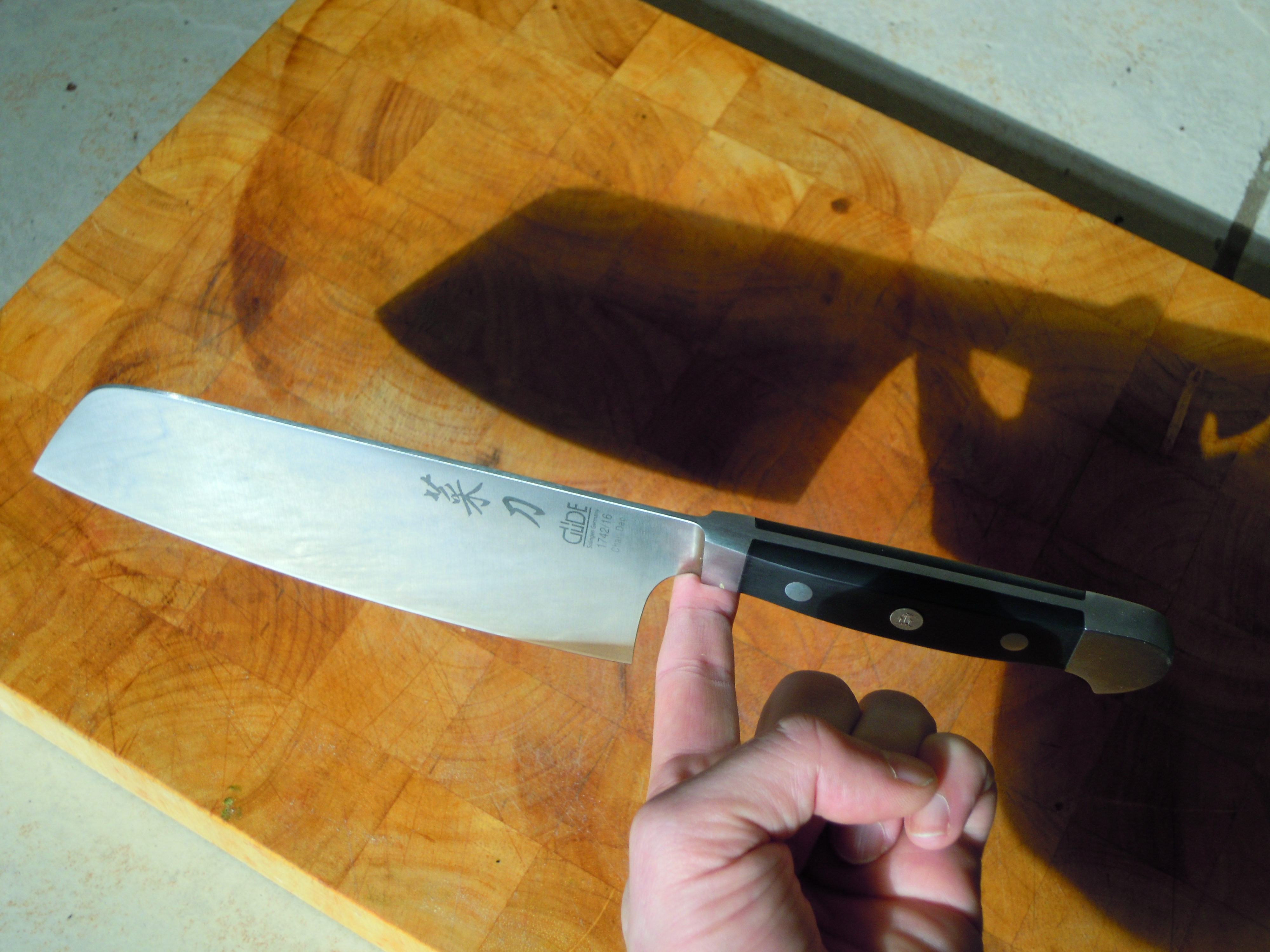
Güde Chai Dao Messer